# Campionat del món d'escacs de 1951
El Campionat del món d'escacs de 1951 fou un matx per determinar el Campió del món d'escacs, disputat entre Mikhaïl Botvínnik i David Bronstein a Moscou del 15 de març a l'11 de maig del 1951. Botvínnik va retenir el títol.

## Torneig Interzonal 1948
El torneig interzonal va tenir lloc a Saltsjöbaden a Stockholm, Suècia, entre juliol i agost del 1948. Els vuit primers es classificaven pel torneig de candidats.
|    |                     | 1 | 2 | 3 | 4 | 5 | 6 | 7 | 8 | 9 | 10 | 11 | 12 | 13 | 14 | 15 | 16 | 17 | 18 | 19 | 20 | Total | Tie break |
| -- | ------------------- | - | - | - | - | - | - | - | - | - | -- | -- | -- | -- | -- | -- | -- | -- | -- | -- | -- | ----- | --------- |
| 1  | David Bronstein     | x | 1 | ½ | 1 | ½ | ½ | ½ | ½ | ½ | ½  | 1  | ½  | ½  | 1  | ½  | 1  | ½  | 1  | 1  | 1  | 13½   |           |
| 2  | László Szabó        | 0 | x | ½ | ½ | 1 | ½ | 1 | ½ | ½ | 1  | ½  | 1  | 1  | 1  | ½  | 1  | ½  | ½  | 1  | 0  | 12½   |           |
| 3  | Issaak Boleslavski  | ½ | ½ | x | ½ | ½ | ½ | 0 | 1 | ½ | 1  | ½  | ½  | 1  | ½  | ½  | ½  | 1  | 1  | 1  | ½  | 12    |           |
| 4  | Alexander Kotov     | 0 | ½ | ½ | x | ½ | ½ | ½ | ½ | ½ | ½  | 1  | ½  | ½  | ½  | ½  | 1  | 1  | 1  | 1  | ½  | 11½   |           |
| 5  | Andor Lilienthal    | ½ | 0 | ½ | ½ | x | 1 | 1 | ½ | ½ | ½  | 0  | ½  | ½  | ½  | 1  | ½  | 1  | ½  | ½  | 1  | 11    |           |
| 6  | Igor Bondarevsky    | ½ | ½ | ½ | ½ | 0 | x | ½ | ½ | 1 | 0  | ½  | 1  | ½  | 0  | ½  | ½  | 1  | ½  | 1  | 1  | 10½   | 93.75     |
| 7  | Miguel Najdorf      | ½ | 0 | 1 | ½ | 0 | ½ | x | ½ | ½ | 1  | 0  | 1  | ½  | 0  | ½  | 1  | ½  | ½  | 1  | 1  | 10½   | 93.75     |
| 8  | Gideon Ståhlberg    | ½ | ½ | 0 | ½ | ½ | ½ | ½ | x | ½ | 0  | ½  | 1  | 1  | ½  | ½  | ½  | ½  | 1  | ½  | 1  | 10½   | 93.75     |
| 9  | Salo Flohr          | ½ | ½ | ½ | ½ | ½ | 0 | ½ | ½ | x | ½  | ½  | ½  | ½  | ½  | ½  | ½  | 1  | ½  | 1  | 1  | 10½   | 93.25     |
| 10 | Petar Trifunović    | ½ | 0 | 0 | ½ | ½ | 1 | 0 | 1 | ½ | x  | ½  | ½  | 0  | 1  | ½  | ½  | 1  | ½  | 1  | ½  | 10    |           |
| 11 | Vasja Pirc          | 0 | ½ | ½ | 0 | 1 | ½ | 1 | ½ | ½ | ½  | x  | ½  | ½  | 0  | 1  | 0  | ½  | 1  | ½  | ½  | 9½    | 87.75     |
| 12 | Svetozar Gligorić   | ½ | 0 | ½ | ½ | ½ | 0 | 0 | 0 | ½ | ½  | ½  | x  | 1  | ½  | 1  | 1  | 1  | ½  | 0  | 1  | 9½    | 84.50     |
| 13 | Eero Böök           | ½ | 0 | 0 | ½ | ½ | ½ | ½ | 0 | ½ | 1  | ½  | 0  | x  | ½  | ½  | ½  | ½  | 1  | 1  | 1  | 9½    | 81.25     |
| 14 | Viatxeslav Ragozin  | 0 | 0 | ½ | ½ | ½ | 1 | 1 | ½ | ½ | 0  | 1  | ½  | ½  | x  | 0  | 0  | ½  | 0  | ½  | 1  | 8½    | 78.75     |
| 15 | Daniel Yanofsky     | ½ | ½ | ½ | ½ | 0 | ½ | ½ | ½ | ½ | ½  | 0  | 0  | ½  | 1  | x  | 0  | ½  | ½  | ½  | 1  | 8½    | 78.25     |
| 16 | Savielly Tartakower | 0 | 0 | ½ | 0 | ½ | ½ | 0 | ½ | ½ | ½  | 1  | 0  | ½  | 1  | 1  | x  | 0  | ½  | ½  | ½  | 8     |           |
| 17 | Ludek Pachman       | ½ | ½ | 0 | 0 | 0 | 0 | ½ | ½ | 0 | 0  | ½  | 0  | ½  | ½  | ½  | 1  | x  | 1  | ½  | 1  | 7½    |           |
| 18 | Gösta Stoltz        | 0 | ½ | 0 | 0 | ½ | ½ | ½ | 0 | ½ | ½  | 0  | ½  | 0  | 1  | ½  | ½  | 0  | x  | ½  | ½  | 6½    |           |
| 19 | Lajos Steiner       | 0 | 0 | 0 | 0 | ½ | 0 | 0 | ½ | 0 | 0  | ½  | 1  | 0  | ½  | ½  | ½  | ½  | ½  | x  | ½  | 5½    |           |
| 20 | Erik Lundin         | 0 | 1 | ½ | ½ | 0 | 0 | 0 | 0 | 0 | ½  | ½  | 0  | 0  | 0  | 0  | ½  | 0  | ½  | ½  | x  | 4½    |           |
Els quatre jugadors que varen empatar a la sisena posició havien de jugar un play-off per les tres places al torneig de candidats, però Bondarevsky va haver de retirar-se per malaltia, i així els altres tres es varen classificar automàticament.

## Torneig de candidats 1950
El torneig de candidats del 1950 va tenir lloc a Budapest, Hongria a l'abril i maig del 1950. Els jugadors que varen acabar entre la segona i cinquena posició del campionat del 1948 (Smislov, Keres, Reshevsky, i Euwe) varen entrar directament al torneig, a més de Reuben Fine, que va ser convidat al torneig del 1948 però va haver de retirar-se per raons de salut. Reshevsky, Euwe i Fine varen declinar participar-hi. Els dos restants (Smislov i Keres) es varen afegir als vuit millors classificats en el Interzonal.
|    |                    | 1   | 2   | 3   | 4   | 5   | 6   | 7   | 8   | 9   | 10  | Punts | Tie break |
| -- | ------------------ | --- | --- | --- | --- | --- | --- | --- | --- | --- | --- | ----- | --------- |
| 1  | David Bronstein    | xx  | = = | 0 1 | = 1 | 1 1 | 1 = | 0 1 | = = | 1 = | = 1 | 12    | 103.00    |
| 2  | Issaak Boleslavski | = = | xx  | 1 = | = = | = = | 1 = | = = | = 1 | = 1 | 1 1 | 12    | 101.25    |
| 3  | Vassili Smislov    | 1 0 | 0 = | xx  | = = | 1 = | = 1 | 0 1 | = 1 | = = | = = | 10    |           |
| 4  | Paul Keres         | = 0 | = = | = = | xx  | = = | 1 0 | 1 = | = = | = 1 | = = | 9½    |           |
| 5  | Miguel Najdorf     | 0 0 | = = | 0 = | = = | xx  | = = | = = | 1 1 | = 1 | = = | 9     |           |
| 6  | Alexander Kotov    | 0 = | 0 = | = 0 | 0 1 | = = | xx  | = 1 | 1 0 | 1 0 | 1 = | 8½    |           |
| 7  | Gideon Ståhlberg   | 1 0 | = = | 1 0 | 0 = | = = | = 0 | xx  | = = | = = | = = | 8     |           |
| 8  | Andor Lilienthal   | = = | = 0 | = 0 | = = | 0 0 | 0 1 | = = | xx  | 1 0 | = = | 7     | 63.00     |
| 9  | László Szabó       | 0 = | = 0 | = = | = 0 | = 0 | 0 1 | = = | 0 1 | xx  | 1 0 | 7     | 61.75     |
| 10 | Salo Flohr         | = 0 | 0 0 | = = | = = | = = | 0 = | = = | = = | 0 1 | xx  | 7     | 60.75     |
Els co-líders varen jugar després un matx de 12 partides a Moscou entre el juliol i l'agost del 1950. En haver de nou empat, el primer en què un dels dos guanyés una partida, esdevindria el candidat per reptar el títol que tenia Botvínnik.
|                    | 1 | 2 | 3 | 4 | 5 | 6 | 7 | 8 | 9 | 10 | 11 | 12 | Points | 13 | 14 | Total |
| ------------------ | - | - | - | - | - | - | - | - | - | -- | -- | -- | ------ | -- | -- | ----- |
| David Bronstein    | 1 | ½ | ½ | ½ | ½ | ½ | 1 | 0 | ½ | ½  | 0  | ½  | 6      | ½  | 1  | 7½    |
| Issaak Boleslavski | 0 | ½ | ½ | ½ | ½ | ½ | 0 | 1 | ½ | ½  | 1  | ½  | 6      | ½  | 0  | 6½    |

Bronstein d'aquesta manera es va guanyar el dret a ser candidat a reptar al campió regent.

## Matx del campionat 1951
El matx va ser jugat al millor de 24 partides. En cas d'acabar empetats a 12, Botvínnik, com a vigent campió, rentendria la corona.
|                   | 1 | 2 | 3 | 4 | 5 | 6 | 7 | 8 | 9 | 10 | 11 | 12 | 13 | 14 | 15 | 16 | 17 | 18 | 19 | 20 | 21 | 22 | 23 | 24 | Punts |
| ----------------- | - | - | - | - | - | - | - | - | - | -- | -- | -- | -- | -- | -- | -- | -- | -- | -- | -- | -- | -- | -- | -- | ----- |
| Mikhaïl Botvínnik | ½ | ½ | ½ | ½ | 0 | 1 | 1 | ½ | ½ | ½  | 0  | 1  | ½  | ½  | ½  | ½  | 0  | ½  | 1  | ½  | 0  | 0  | 1  | ½  | 12    |
| David Bronstein   | ½ | ½ | ½ | ½ | 1 | 0 | 0 | ½ | ½ | ½  | 1  | 0  | ½  | ½  | ½  | ½  | 1  | ½  | 0  | ½  | 1  | 1  | 0  | ½  | 12    |

Botvínnik va retenir la corona.